# クラランス・ガニョン
クラランス・ガニョン（Clarence Alphonse Gagnon, R.C.A.、1881年11月8日 - 1942年1月5日）は、フランス系カナダ人の画家、イラストレータである。カナダ、ケベック州のローレンシャン高原やシャルルヴォワ地域を描いた風景画で知られる。

## 略歴
モントリオールで、製粉会社の工場長の息子に生まれた。父親はガニョンを会社員にさせたかったが、イギリス生まれの母親は絵画を学ぶことを支援した。1897年からモントリオールのモントリオール美術協会(Art Association of Montreal)の絵画教室でウィリアム・ブリムナーに学んだ 。その後修行のためパリに渡り、1904年から1905年の間、アカデミー・ジュリアンでジャン＝ポール・ローランスに学んだ。その後フランスやイタリアを旅して、1909年にカナダに戻った。
ケベック州のベー・サン・ポール(Baie-Saint-Paul) に住み、多くのカナダの自然や人々を描いた。特に雪に覆われた冬の風景を描くのを得意とした。
1914年のルイ・エモンの小説、『白き処女地（Maria Chapdelaine）』の挿絵も描いた。1922年にカナダ王立美術アカデミー(the Royal Canadian Academy of Arts )の会員に選ばれた。1924年から1932年の間は再び、ヨーロッパに渡り、フランスで暮らした。ガニョンの指導を受けた画家にはルネ・リシャール(René Richard:1895–1982) らがいる。1942年にモントリオールで没した。

## 作品

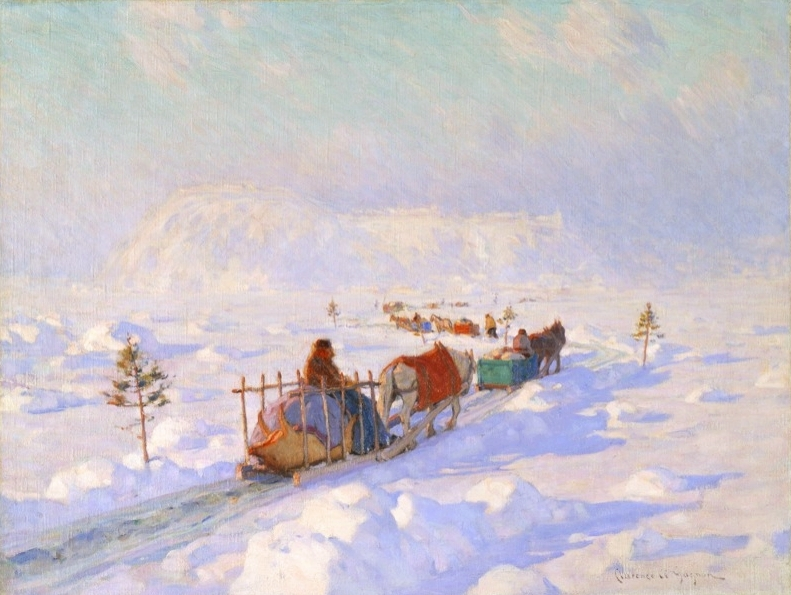
ケベックの雪の橋
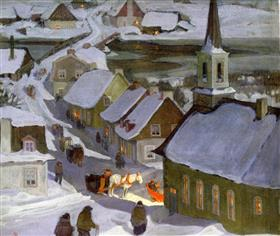
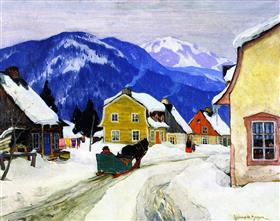
ローレンシャンの村
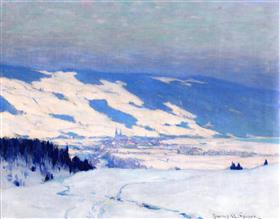
ベー・サン・ポール
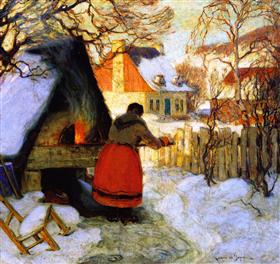
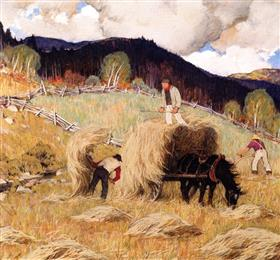
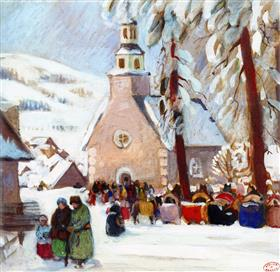
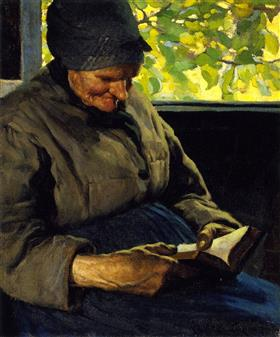